# Albek Ibraimow
Albek Sabirbekowitsch Ibraimow (russisch Ибраимов Албек Сабирбекович, * 1. Juni 1967 in Frunse, Kirgisische Sozialistische Sowjetrepublik, heute Bischkek, Kirgisistan) ist ein kirgisischer Politiker und ehemaliger Bürgermeister der kirgisischen Hauptstadt Bischkek.

## Karriere

### Bildung
Ibraimow wurde 1967 im heutigen Bischkek geboren. Nach dem Besuch einer Sekundarschule arbeitete Ibraimow von 1987 bis 1989 als Mechaniker, ehe er von 1989 bis 1991 in den Diensten der Roten Armee stand. Nach dem Zerfall der Sowjetunion studierte Ibraimow erst an der Kirgisischen Wirtschaftsuniversität, wo er 1994 graduierte, und daraufhin an der Staatlichen Universität Bischkek, wo er 1998 im Fach Wirtschaftswissenschaft graduierte. Von 1997 bis 2004 arbeitete Ibraimow für Kyrgyzavtomash, ein kirgisisches Unternehmen im Bereich Maschinenbau.

### Erste politische Tätigkeiten
2005 kam Ibraimow als Berater des Ministers für Industrie, Handel und Tourismus erstmals in eine politische Rolle. Ibraimow hatte diese Position allerdings nur bis 2006 inne, anschließend wechselte er wieder in die Privatwirtschaft. Von 2010 bis 2011 war Ibraimow Generaldirektor der Wirtschaftszone Bischkek und trat in dieser Funktion verstärkt im politischen Betrieb der Hauptstadt Bischkek auf. Von 2011 bis 2012 war er für das kirgisische Unternehmen Dastan Engineering tätig, ehe der kirgisische Präsident Almasbek Atambajew Ibraimow zu seinem stellvertretenden Stabschef machte. Dieses Amt hatte Ibraimow bis 2013 inne. Daraufhin war Ibraimow bis 2016 als Präsident des Verwaltungsrats der Betreibergesellschaft des Flughafens Manas nahe Bischkek tätig.

### Als Bürgermeister Bischkeks
Im Februar 2016 wurde Ibraimow zum Bürgermeister von Bischkek gewählt. Er wurde von der SozialdemokratischebPartei Kirgisistans (SDPK) aufgestellt. Einen Gegenkandidaten gab es nicht, da die anderen Parteien keine Kandidatur einreichten. Ibraimow galt bereits zu dieser Zeit als Vertrauter des Präsidenten Atambajew, da dieser seine politische Karriere gefördert hatte und ihn als Bürgermeister Bischkeks unterstützte. Mit dem Wechsel im Amt des Präsidenten von Atambajew zu Sooronbai Dscheenbekow im Oktober 2017 verschlechterte sich auch Ibraimows Position. Obwohl auch Sooronbai Dscheenbekow der sozialdemokratischen SDPK angehört, entwickelte sich ein parteiinterner Machtkampf zwischen Dscheenbekow und Atambajew. Im Rahmen dieser Auseinandersetzung geht der amtierende Präsident mit großer Härte gegen Anhänger Atambajews vor. Dieses Vorgehen traf auch Ibraimow, der am 13. Juli 2018 während seines Urlaubs durch ein Misstrauensvotum vom Stadtrat Bischkeks abgesetzt wurde. Dem zuvor ging die Verhaftung des Vize-Bürgermeisters am 7. Juli 2018. Am 19. Juli 2018 wurde auch Ibraimow wegen des Vorwurfs der Korruption, Veruntreuung und Unterschlagung während seiner Zeit bei Dastan Engineering verhaftet.

### Prozess
Der Prozess gegen Ibraimow ist Teil einer Reihe von Prozessen gegen ehemalige Spitzenpolitiker, die als Vertraute Atambajews gelten. Parallel zu Ibraimows Verfahren lief auch der Prozess gegen Ibraimows Vorgänger im Amt des Bürgermeisters, Koubanytschbek Kulmatow. Gegen Ende des Prozesses forderte die Staatsanwaltschaft eine Haftstrafe von 20 Jahren gegen Ibraimow. Am 23. Dezember 2019 endete der Prozess, Ibraimow wurde zu einer fünfzehnjährigen Haftstrafe verurteilt.